# 古伽娅 (马其顿)
古伽娅 (希臘語：Γυγαίη) 是阿敏塔斯一世的女儿，亚历山大一世的姐妹. 她被他的兄弟嫁给了阿契美尼德王朝官员Bubares。 希罗多德提到Bubares和古伽娅右一个儿子，名叫阿敏塔斯，后来薛西斯一世(r. 486-465)赐予他卡里亚的阿拉班达.
还有另一个古伽娅，阿明塔斯三世的第二个妻子，他们的儿子是墨涅拉俄斯。在前347年，墨涅拉俄斯被他的同父异母兄弟腓力二世处死。